# Sakété
Sakété – miasto w południowo-wschodnim Beninie, w departamencie Plateau. Położone jest około 30 km na północ od stolicy kraju, Porto-Novo. W spisie ludności z 11 maja 2013 roku liczyło 43 541 mieszkańców.